# Дмитриевский сельсовет (Моршанский район)
Дмитриевский сельсовет — сельское поселение в Моршанском районе Тамбовской области Российской Федерации.
Административный центр — посёлок Вяжли.

## История
Статус и границы сельского поселения установлены Законом Тамбовской области от 17 сентября 2004 года № 232-З «Об установлении границ и определении места нахождения представительных органов муниципальных образований в Тамбовской области».

## Население
| 2010  | 2012  | 2013  | 2014  | 2015  | 2016  | 2017  |
| ----- | ----- | ----- | ----- | ----- | ----- | ----- |
| 1650  | ↗1654 | ↘1645 | ↗1654 | ↘1651 | ↘1564 | ↘1544 |
| 2018  | 2019  | 2020  | 2021  |       |       |       |
| ↘1529 | ↘1482 | ↘1441 | ↘1285 |       |       |       |

## Состав сельского поселения
| № | Населённый пункт  | Тип населённого пункта          | Население |
| - | ----------------- | ------------------------------- | --------- |
| 1 | Белянка           | деревня                         | 16        |
| 2 | Вяжли             | посёлок, административный центр | ↗970      |
| 3 | Делянки           | посёлок                         | 4         |
| 4 | Дмитриевка        | село                            | 6         |
| 5 | Маломоршевка      | село                            | ↗353      |
| 6 | Новый             | посёлок                         | ↗180      |
| 7 | Обоз              | посёлок                         | 2         |
| 8 | Рыбхоз «Двуречье» | посёлок                         | 5         |
| 9 | Славная           | деревня                         | ↘111      |

### Упразднённые населённые пункты
Деревня Собино.